# When Lillian Was Little Red Riding Hood
When Lillian Was Little Red Riding Hood è un cortometraggio muto del 1913 diretto da Colin Campbell.

## Produzione
Il film fu prodotto dalla Selig Polyscope Company.

## Distribuzione
Distribuito dalla General Film Company, il film - un cortometraggio di 200 metri - uscì nelle sale cinematografiche statunitensi il 16 giugno 1913.
Nelle proiezioni, veniva programmato con il sistema dello split reel, accorpato in un'unica bobina con un altro cortometraggio prodotto dalla Selig, il documentario Shooting the Rapids of the Pagsanjan River in Philippine Islands.